# Китаб мукаддима
«Кита́б мука́ддима» (كتاب مقدمه‎ — «Книга введения») — религиозный трактат на языке мамлюкских кыпчаков. Представляет собой перевод «Введения в молитву» («Мукаддима ас-салат») Абу Лайса ас-Самарканди, написанного на арабском языке в X веке.
Перевод выполнен для мамлюкского султана, «единственного правителя лучезарных земель» аль-Малика аль-Ашрафа Абу Насра Кансуха ал-Гаури и преподнесён ему в подарок. Кансух аль-Гаури — предпоследний мамлюкский султан, правивший в Египте (правил в 1500—1517 годах), покровитель тюркского языка и литературы. При нём различные труды на других языках переводились на мамлюкско-кыпчакский. Например, в конце XV века ему был посвящён перевод с персидского языка на кыпчакский поэмы Фирдоуси «Шахнаме».
«Китаб мукаддима» имеет объём 47 страниц, на каждой странице 6 строк арабского текста и 6 строк перевода на кыпчакский язык. Дошедшая до нас рукопись — переписанный Асанбаем ибн Судуном (اسنباي بن سودون‎) вариант оригинала, широко известного в Египте. В библиотеках Парижа имеются отдельные письменные варианты некоторых отрывков из «Китаб мукаддима». Ананий Зайончковский в своем труде о «Китаб мукаддима» приводит примеры некоторых из них.
Рукопись хранится в Стамбуле в Библиотеке Сулеймание, в разделе Айя-София под № 1451. Второй вариант рукописи хранился в публичной библиотеке в Конье, в отделе профессора Феридуна Нафиза Узлука под № 6993, затем был передан в Библиотеку регионального управления рукописей в Конье. Рукопись с комментариями Зайончковского на французском языке была опубликована в Будапеште (1959) и в Варшаве (1962). В 1987 году Реджеп Топарлы опубликовал перевод на турецкий язык в Эрзуруме. В 2018 году увидел свет турецкий перевод в исполнении Абдуррахмана Озкана.